# La Chapelle-la-Reine
La Chapelle-la-Reine település Franciaországban, Seine-et-Marne megyében. Lakosainak száma 2236 fő (2022. január 1.). La Chapelle-la-Reine Recloses, Ury, Le Vaudoué, Villiers-sous-Grez, Achères-la-Forêt, Amponville, Boissy-aux-Cailles és Larchant községekkel határos.

## Népesség
A település népességének változása:
| Lakosok száma | 2521 | 2475 | 2487 | 2418 | 2400 | 2384 | 2367 | 2301 | 2236 |
|               | 2013 | 2015 | 2016 | 2017 | 2018 | 2019 | 2020 | 2021 | 2022 |